# カラスの女房
「カラスの女房」（からすのにょうぼう）は、中澤裕子のソロデビュー・シングル。本作を作曲した堀内孝雄によるセルフカバー2作品についても本項で記述する。

## カラスの女房（中澤裕子）
1998年8月5日にCDシングルとして発売、同年10月21日にシングルカセットとしても発売された。発売にあたり、中澤は全国を巡るプロモーション活動を行い。プロモーションの一環で隅田川花火大会にも出演した。
1998年10月25日放送の『演歌の花道』に同曲で出演した。
オリコンチャート初登場で総合19位、演歌チャートでは初登場1位を獲得。
マネージャーの和田薫は、『ASAYAN』（テレビ東京系）出演時に同曲が「オリコンチャート初登場10位以内に入れなかったら、髪を丸坊主にする」と発言し、結果は初登場19位であったため丸坊主にした。

### 収録曲
全作曲：堀内孝雄
1. カラスの女房
作詞：荒木とよひさ／編曲：川村栄二
2. 音無橋
作詞：たきのえいじ／編曲：今泉敏郎
3. カラスの女房（オリジナル・カラオケ）
4. 音無橋（オリジナル・カラオケ）

## カラスの女房（堀内孝雄）

### 解説
1998年11月21日に堀内孝雄の35枚目のシングルとして発売。

### 収録曲
- 全作曲：堀内孝雄

1. カラスの女房
作詞：荒木とよひさ／編曲：川村栄二
2. 冬が終って
作詞：谷村新司／編曲：堀内孝雄
1972年に発売されたアルバム『ALICE I』収録曲のリメイク。
オリジナルよりもキーが2回りほど高い。
3. カラスの女房（オリジナル・カラオケ）
4. 冬が終わって（オリジナル・カラオケ）

## カラスの女房（堀内孝雄ニューバージョン）

### 解説
2004年4月28日に、堀内孝雄の42枚目のシングルとして発売。ニューバージョンはテレビ朝日系列で2004年に放送された『はぐれ刑事純情派』第17シリーズの主題歌。第55回NHK紅白歌合戦でも歌唱された。

### 収録曲
- 全作曲：堀内孝雄／編曲：川村栄二

1. カラスの女房（ニューバージョン）
作詞：荒木とよひさ
2. 諦めさえしなければ
作詞：小椋佳
3. カラスの女房（ニューバージョン）（オリジナル・カラオケ）
4. 諦めさえしなければ（オリジナル・カラオケ）

## カバー
- 藤田まこと（2004年、アルバム『はぐれ刑事純情派 主題歌セレクション』[5]収録）